# Amphelictogon heteromus
Amphelictogon heteromus är en mångfotingart som beskrevs av Hoffman 1963. Amphelictogon heteromus ingår i släktet Amphelictogon och familjen Chelodesmidae. Inga underarter finns listade i Catalogue of Life.